# یوان بینگ‌یان
یوان بینگ‌یان (چینی: 袁冰妍; پین‌یین: Yuán Bīngyán؛ زادهٔ ۱۷ ژانویه ۱۹۹۲) بازیگر اهل چین است. از آثاری که در آنها ایفای نقش کرده است می‌توان به ایپ من (۲۰۱۳) و پزشک دربار (۲۰۱۶) اشاره کرد. همچنین سریال عشق و رستگاری شاهکار او در سال ۲۰۲۰ می‌باشد که جزو سریال‌های عاشقانه و تاریخی ووشیا می‌باشد.

## فرار مالیاتی
در ۱۶ سپتامبر ۲۰۲۳، اداره امور مالیاتی ایالتی اعلام کرد که این بازیگر توسط مقامات مالیاتی استان چونگ چینگ مورد بررسی قرار گرفته است و بی نظمی‌هایی در پرداخت مالیات بر درآمد این بازیگر و شرکت‌های وابسته به او پیدا شده است، در نهایت اداره مالیات شهرداری چونگ چینگ جریمه ای معادل ۲٫۹۷ میلیون یوان (حدود ۴۰۰۰۰۰ دلار) اعمال کرد.